# Corgatha regula
Corgatha regula is een vlinder uit de familie spinneruilen (Erebidae). De wetenschappelijke naam is voor het eerst geldig gepubliceerd in 1916 door Gaede.
De soort komt voor in tropisch Afrika.